# Jacques Ibert
Jacques François Antoine Ibert (15. srpna 1890, Paříž, Francie – 5. února 1962, Paříž, Francie) byl francouzský skladatel.

## Život
Jacques Ibert se hudbě věnoval od útlého věku. Více než o techniku hry se zajímal o klavírní improvizace. Rozhodnutí stát se skladatelem v něm vzbudil až jeho bratranec Manuel de Falla, který ho v této oblasti povzbuzoval. Po absolvování střední školy v roce 1908 vstoupil na pařížskou konzervatoř. Nástup ale nebyl bezprostřední, pomáhal totiž svému otci, jehož rodinný podnik utrpěl finanční ztráty. A zatím co pracoval u otce, zrál v jeho hlavě nápad stát se skladatelem, který poté začal realizovat. A to především díky kontaktu s herci, zpěváky, umělci a spisovateli se kterými se na cestách setkával. Konečně v roce 1911 začal studovat na pařížské konzervatoři (Paris Conservatoire), pod vedením Paula Vidala, kde ukázal velké předpoklady a přijal řadu ocenění. Mezi jeho spolužáky patřil Darius Milhaud a Arthur Honegger, se kterými později i spolupracoval. Jeho otec byl ale nešťastný ze synových hudebních ambicí a přestal ho finančně podporovat. Jacques Ibert si tak na živobytí musel vydělávat sám a pracoval jako korepetitor a pod pseudonymem psal i lehčí kousky populární hudby. Své dosavadní improvizační schopnosti zužitkoval jako pianista v němých filmech, pro něž skládal a psal skladby tak, aby se vešly do promítaného filmu. Časem napsal více než šedesát filmových skladeb i pro zvukové filmy.
Jeho studium na konzervatoři však přerušila první světová válka a nastoupil na vojenskou lékařskou jednotku, kde vykonal vojenskou službu a francouzskou vládou byl vyznamenán Croix de Guerre. Krátce po návratu na konzervatoř se Jacques Ibert zúčastnil soutěže Premier Grand Prix (Prix de Rome) kde se umístil a získal cenu (říjen 1919). Což mu umožnilo žít tři roky v Římě ve Ville Medici. Během svého pobytu ve Ville Medici (od února roku 1920 do května 1923) Jacques Ibert vyprodukoval jedny ze svých nejlepších a nejznámějších prací: „La Ballade de la Geôle de Reading“ (Balada o žaláři v Readingu, 1920), symfonická báseň na námět Oscara Wilde (daleko od veselé reflexe života ve vězení), tato práce přinesla skladateli první pozornost. A „Escales“ (1922) „reportážní tóny“ líčí turistické destinace v Itálii, Tunisku a Španělsku. Jedná se o veselé a frivolní již zralé romantické dílo pro velký orchestr.
Svou kariéru tedy započal velice úspěšně, celkem napsal sedm oper, pět baletů, scénickou hudbu pro hry a filmy, písničky, sborová díla, a komorní hudbu. Jako skladatel se nepřikládal k rozšířeným žánrů své doby, ale je označován za eklektického tvůrce. Mezi jeho nejznámější díla patří orchestrální tvorba Divertissement (1930) kreativní, barvité a komické a již zmíněné Escales (1922). Další jeho tvorba je relativně málo známá, opera „Angélique“ (1926) a „Don Quijote“, balet „Le chevalier errant“ (1935) a scénické dílo „Labiche's The Italian Straw Hat“. S ohledem na fraškovitě šílené příběhy zahrnuje Jacques Ibert rozmanitě komické hudební prvky. Které zahrnují vše od jazzu, vídeňského valčíku, i "Svatební pochod" od Mendelssohna ze Snu noci svatojánské. Mezi jeho další díla patří „Concerto da camera“ (1935) pro altový saxofon a 11 nástrojů (což je považováno za skutečný základ repertoáru pro saxofon). Stejně jako řada jeho současníků, se Jacques Ibert odvážil k tvorbě filmové hudby. Jeho nejnápadnější úsilí v této oblasti patří hudba pro Orsona Wellese (1948) „Macbetha and the Circus" sekvence pro Gene Kellyho (1952) „Invitation to the Dance“.
V tandemu s jeho tvůrčí osobností se stal v roce 1937, jako první muzikant, ředitelem na Academii de France ve Villa Medici v Římě a byl odpovědný za administrativní povinnosti a má i dohled nad soutěží „Prix de Rome“. Tuto pozici zastává až do roku 1960. Během druhé světové války, podle nacistické vlády v Paříži, byl zakázaným autorem a odešel do exilu ve Švýcarsku. Jeho sláva a proslulost velkého francouzského hudebního skladatele se vrátila po válce. V roce 1955 byl Jacques Ibert jmenován generálním správcem Réunion des Théâtres Lyriques Nationaux (kombinovaně řízené z Paris Opera a Opera Comique). V roce 1956 byl zvolen do „Académie des Beaux Arts“ v Institutu ve Francii.
Jeho zájem o divadlo mu zůstal po celý jeho život a jeho poslední muzikál byl představen pařížské opeře a Opéra-Comique.
Jako Debussy a Ravel, má i Jacques Ibert základní vlastnosti francouzského hudebníka: jasnost, vyvážení, elán a eleganci. Je jedním z nejvíce nezávislých hudebníků moderní doby. Pro složitost lyrických děl, symfonií i koncertní a filmovou hudby zahrnuje jeho tvorba téměř všechny žánry. Nese svědectví o hodně nezaměnitelné kvalitě zpracování i použití nástrojů.[zdroj⁠?!]

Zemřel v roce 1962 a je pohřben na hřbitově Passy v Paříži.